# Setanta Sports Cup 2012
Navigation
Édition précédente Édition suivante
La Setanta Sports Cup 2011 est la 7e édition de la Setanta Sports Cup, un tournoi transfrontalier qui comprend des équipes d’Irlande et d'Irlande du Nord.
La compétition doit débuter le 23 février 2011  pour se terminer par la finale fixée en mai 2012
Le tirage au sort de la compétition s’est déroulé à la l’Aviva Stadium le 25 janvier 2012
Le Shamrock Rovers Football Club défend le trophée remporté en 2011.

## Organisation
Pour son édition 2012, la Setanta Cup conserve son organisation mise en place en 2011. 12 équipes s’affrontent sur la formule d’un tournoi par élimination directe en matchs aller-retour. Les quatre équipes considérées comme têtes de série sont exempte du premier tour et directement qualifiées pour les quarts de finale.
Comme l’année précédente un système de primes est prévu. Il reste inchangé et s’étalonne comme suit :
1. Le vainqueur remporte 50 000 euros
2. Le finaliste se voit attribuer 30 000 euros
3. Les demi-finalistes, 15 000 euros
4. les quart-de-finalistes, 10 000 euros
5. Les vaincus du premier tour, 7 500 euros

De plus, chaque victoire (à l’exception de la finale) rapporte 2 000 euros et chaque match nul 1 000 euros.

## Participants
Douze clubs participent à la Setanta Sports Cup 2012. 
Les têtes de séries sont : 
| - Shamrock Rovers Football Club - Sligo Rovers Football Club | - Crusaders Football Club - Linfield Football and Athletic Club |

Les clubs participants au premier tour sont les suivants :
| - Cliftonville Football Club - Glentoran Football Club - Lisburn Distillery Football Club - Portadown Football Club | - Bohemian Football Club - Derry City Football Club - Bray Wanderers Association Football Club - St. Patrick's Athletic Football Club |

## Premier tour
Le tirage au sort a lieu le 25 janvier 2012.
Les clubs d’un pays rencontrent obligatoirement ceux de l’autre pays. 
| Match | Équipe 1        | Résultat | Équipe 2                  | Aller | Retour |
| ----- | --------------- | -------- | ------------------------- | ----- | ------ |
| 1     | Bray Wanderers  | 2-7      | Glentoran FC              | 2-4   | 0-3    |
| 2     | Distillery FC   | 0-7      | Derry City FC             | 0-4   | 0-3    |
| 3     | Bohemian FC     | 3-1      | Portadown FC              | 2-1   | 1-0    |
| 4     | Cliftonville FC | 2-0      | St. Patrick's Athletic FC | 1-0   | 1-0    |

## Quarts de finale
les matchs aller se déroulent le 5 mars 2012 et les matchs retour le 20 mars 2012.
| Match | Équipe 1        | Résultat  | Équipe 2        | Aller | Retour |
| ----- | --------------- | --------- | --------------- | ----- | ------ |
| 1     | Linfield FC     | 2-4       | Derry City FC   | 1-1   | 1-3    |
| 2     | Shamrock Rovers | 2-2 (tab) | Cliftonville FC | 2-0   | 0-2    |
| 3     | Crusaders FC    | 2-0       | Bohemian FC     | 0-0   | 2-0    |
| 4     | Sligo Rovers    | 3-1       | Glentoran FC    | 2-0   | 1-1    |

## Demi-finales
Les matchs aller se déroulent le 16 avril 2012 et les matchs retour le 23 avril 2012,.
| Match | Équipe 1        | Résultat | Équipe 2      | Aller | Retour |
| ----- | --------------- | -------- | ------------- | ----- | ------ |
| 1     | Crusaders FC    | 3-2      | Sligo Rovers  | 2-0   | 1-2    |
| 2     | Shamrock Rovers | 2-3      | Derry City FC | 0-3   | 2-0    |

## Finale
| Équipe 1  | Résultat              | Équipe 2   |
| --------- | --------------------- | ---------- |
| Crusaders | 2-2 a.p. 5 t.a.b. à 4 | Derry City |

| Finale            | Crusaders FC                                         | 2 - 2 a.p.            | Derry City FC                                                  | The Oval, Belfast                               |                                                 |
| 12 mai 2012 16:00 | Coates 85e 96e · McBride 90e                         | (0 - 0, 1 - 1, 2 - 2) | Patterson 80e 101e (pen.)                                      | Spectateurs : 3 275 Arbitrage : Raymond Crangle | Spectateurs : 3 275 Arbitrage : Raymond Crangle |
| 12 mai 2012 16:00 | Rapport                                              |                       |                                                                | Spectateurs : 3 275 Arbitrage : Raymond Crangle | Spectateurs : 3 275 Arbitrage : Raymond Crangle |
| 12 mai 2012 16:00 | Coates · Morrow · Snoddy · Gargan · Dallas · McKeown | Tirs au but 5 - 4     | Patterson · Higgins · Molloy · Morrison · McEleney · McCaffrey | Spectateurs : 3 275 Arbitrage : Raymond Crangle | Spectateurs : 3 275 Arbitrage : Raymond Crangle |